# Faye Wong
Faye Wong (chineză: 王菲, pinyin Wáng Fēi, nascută că Xià Lín 夏琳 pe 8 august 1969) este o cântăreață, compozitoare, model și actriță chineză. Este recunoscută ca o icoană a pop-culturii în China continentală, Taiwan, Hong Kong, Singapore, Malaezia, Indonezia și Japonia și se bucură cu popularitate și în lumea occidentală.
1. 1 2  Douban, accesat în 25 februarie 2024
2. ↑  ENTERTAINMENT WEEKLY: CHINA: DOU WEI (în engleză), Associated Press, accesat în 14 decembrie 2019
3. ↑  Celebrity power couple Faye Wong, Li Yapeng divorce after eight years of marriage (în engleză), South China Morning Post[*], accesat în 14 decembrie 2019
4. ↑  Pop diva Faye Wong to quit singing for love (în engleză), China Daily[*], arhivat din original|archive-url= necesită |url= (ajutor) la |archive-url= necesită |archive-date= (ajutor)
5. ↑  Faye Wong's daughter Leah picks up acting award (în engleză), The Straits Times
6. ↑  KINDRED TARANTINO : The Thunder Rolls, Out of Hong Kong (în engleză), Los Angeles Times, 3 martie 1996, accesat în 15 decembrie 2019